# (25450) 1999 XQ7
1999 أكس كيو 7 (ويعرف أيضًا باسم (25450) 1999 أكس كيو 7 وفق تسمية الكوكب الصغير) (بالإنجليزية: 1999 XQ7)‏ هو كويكب ضمن حزام الكويكبات؛ وترتيبه 25450 من حيث الاكتشاف.
اكتُشف هذا الجُرم الفلكي بواسطة Charles W. Juels ‏ في 4 ديسمبر 1999.

## وصلات خارجية
- (25450) 1999 XQ7 في قاعدة بيانات مختبر الدفع النفاث لأجرام النظام الشمسي الصغيرة

- الاكتشاف · مخطط المدار ·  العناصر المدارية · المعلمات المادية

- (25450) 1999 XQ7 على موقع ويكي سكاي: DSS2, SDSS, GALEX, IRAS, Hydrogen α, X-Ray, Astrophoto, Sky Map, Articles and images